# Klisura, Plovdiv
Klisura (bulgariska: Клисура) är ett distrikt i Bulgarien.   Det ligger i kommunen Obsjtina Karlovo och regionen Plovdiv, i den centrala delen av landet, 90 km öster om huvudstaden Sofia.
I omgivningarna runt Klisura växer i huvudsak lövfällande lövskog. Runt Klisura är det ganska tätbefolkat, med 54 invånare per kvadratkilometer.